# Harpactea dashdamirovi
Harpactea dashdamirovi là một loài nhện trong họ Dysderidae.
Loài này thuộc chi Harpactea. Harpactea dashdamirovi được miêu tả năm 1993 bởi Dunin.